# Cyrtinus humilis
Cyrtinus humilis es una especie de escarabajo longicornio del género Cyrtinus, tribu Cyrtinini, orden Coleoptera. Fue descrita científicamente por Zayas en 1975.

## Descripción
Mide 2,3-3,5 milímetros de longitud.

## Distribución
Se distribuye por Cuba.